# دکر (ویسکانسین)
دکر (به انگلیسی: Decker) یک منطقهٔ مسکونی در ایالات متحده آمریکا است که در شهرستان اوزاوکی، ویسکانسین واقع شده‌است. دکر ۲۲۴٫۹۵ متر بالاتر از سطح دریا واقع شده‌است.